# Didemnum dicolla
Didemnum dicolla är en sjöpungsart som beskrevs av Monniot 1997. Didemnum dicolla ingår i släktet Didemnum och familjen Didemnidae. Inga underarter finns listade i Catalogue of Life.